# Makarony Polskie
Makarony Polskie SA – polskie przedsiębiorstwo z siedzibą w Rzeszowie, działające w branży spożywczej, specjalizujące się w produkcji makaronu. Siedziba Spółki znajduje się w Rzeszowie. Firma posiada 2 zakłady produkcyjne w Rzeszowie i Częstochowie. Od 6 czerwca 2007 notowane na Giełdzie Papierów Wartościowych w Warszawie.

## Działalność
Grupa wytwarza makarony: "Makarony Polskie" "Sorenti", "Solare", "Makaron Staropolski" oraz przetwory owocowo warzywne pod marką "Tenczyczek" i dania gotowe "Stoczek" i "Męska Rzecz".  Produkty spółki są również sprzedawane pod markami sieci handlowych i hipermarketów (m.in. Carrefour, Auchan, Biedronka).

## Historia
Rzeszowska wytwórnia makaronu powstała na początku lat 90. XX w. w ramach przedsiębiorstwa państwowego PZZ Rzeszów, które w połowie lat 90. zostało skomercjalizowane i już jako spółka akcyjna trafiło do programu NFI. W 1988 właścicielem większościowego pakietu akcji została Agro-Technika SA, a wytwórnia makaronu stała się jej oddziałem. W 2002 Agro-Technika SA utworzyła Makarony Polskie sp. z o.o., która w październiku przejęła działalność wytwórni. W 2004 zmieniono formę prawną spółki na akcyjną. Tego samego roku przedsiębiorstwo przejęło płocką Elpast s.c., również produkującą makaron.

## Akcjonariat
Według danych ze stycznia 2014 roku największymi znanymi akcjonariuszami spółki są:
- Agro-Technika SA (21,62% akcji i głosów na walnym zgromadzeniu akcjonariuszy),
- Bewa Sp. z o.o. (19,39%),
- Krzysztof Moska (7,84%),
- Leszek Sobik (5,31%),
- Elżbieta i Grzegorz Słomkowscy (12,79%),
- pozostali akcjonariusze posiadają 33,05% udziałów[4].